# .museum
.museum és un domini de primer nivell patrocinat d'Internet que forma part del sistema de dominis d'Internet utilitzat exclusivament per museus, associacions de museus i membres individuals de professionals relacionats amb els museus.
El domini .museum va entrar al Domain Name System el 20 d'octubre de 2001, i va ser el primer domini de primer nivell patrocinat que va ser instituït per accions de la ICANN.
Els registres són processats per registradors acreditats i gestionats pel Consell Internacional de Museus.